# Kormos Gyula (író)
Kormos Gyula, családi nevén Székely; használta a Székely Dávid családnevet is, álnevei Rákosi Péter, Szabó Dávid (Gyergyószentmiklós, 1917. augusztus 8. – Kolozsvár, 1981. július 10.) erdélyi magyar újságíró, szerkesztő, író, műfordító.

## Életútja
A kolozsvári Unitárius Kollégiumban érettségizett (1936), elvégezte az unitárius teológiát (1941). Hitoktató lelkész Kolozsvárt (1941–44), majd újságírói pályára lépett. A Világosság (1944–50), Falvak Népe (1949–50), Művelődési Útmutató (1951–52), Utunk (1951–52), Új Élet (1968), Új Idő (1968), Igazság (1969) szerkesztője. Közben a Babeș-Bolyai Egyetemen magyar nyelv- és irodalom szakos középiskolai tanári oklevelet szerzett (1962).
Első írását az Unitárius Közlöny közölte (1935), teológus korában a Kévekötés szerkesztője, a Keleti Újság és a Magyar Újság munkatársa (1938–44), riporter, könyvszemle- és jegyzetíró. 1950-ben mutatkozott be szépíróként A rovátka című elbeszélésével. Beke György így jellemzi: „Köznapi, de a hősei életében elhatározó fontosságú témák, sorsokat befolyásoló döntések térnek vissza mindegyre novelláiban és regényeiben. [...] Az azonnali segítő szándék, a közvetlen írói beavatkozás igénye nemegyszer türelmetlenné is tette tollát. Az élet konfliktusait, leginkább a közösségi és egyéni szempontok, erkölcsök, igények összeütközését, éppen mert soha nem szakadt el a nyers valóságtól, meglátta és jól látta; legfennebb, ha a közvetlen utat torlasz zárta le éppen, más írótársaihoz hasonlóan az anekdota kacskaringósabb ösvényein közelítette meg a köznapi drámákat.”

## Kötetei
- A rovátka (elbeszélés, 1950)
- A levél (elbeszélés, 1952)
- Nászajándék (elbeszélések, 1954)

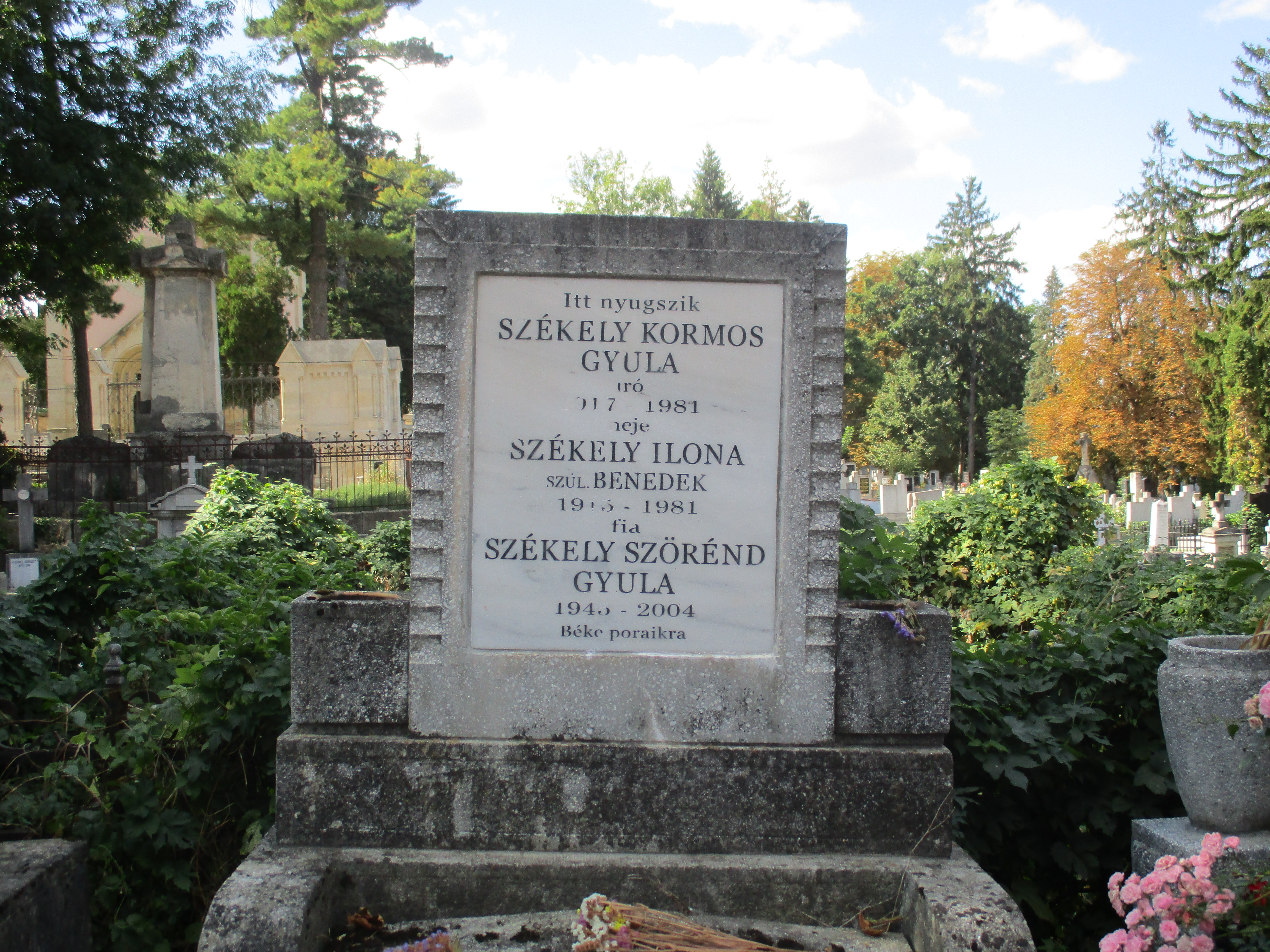
Sírja a Házsongárdi temetőben

- Hosszú a kaszanyél (elbeszélések, Kincses Könyvtár, 1956)
- Ketrec (színmű, 1958)
- Miske Andris hegedűje (elbeszélések, 1958)
- A hattyúk felrepülnek (ifjúsági regény, 1960)
- Nem lehet akárki (elbeszélések, 1961)
- Virágoznak a fák (színmű, 1961)
- Két füst között (elbeszélések, 1964)
- Iskola a hegyek között (regény, 1967)
- Matild néni metamorfózisa (elbeszélések, novellák, 1968)
- Küszöb (regény, 1969)
- Liviu Rebreanu (kismonográfia, Kolozsvár, 1975)

## Művei román fordításban
- Zgîrietura (1950)
- Coasa e lungă (1958)
- Colivie (1958)

## Műfordításai
- Marin Preda: A Moromete család I-II (1956, 1961)
- Liviu Rebreanu: Katasztrófa (elbeszélések, 1962)
- Nicolae Mărgeanu: Bűvös kör (1967)
- Francisc Munteanu: A kis szeplős (regény, 1979)